# Marian Rosiński
Marian Rosiński – polski inżynier, profesor zwyczajny nauk technicznych, specjalista w zakresie inżynierii i ochrony środowiska (kogeneracja, technika cieplna, wymiana ciepła), wykładowca Wydziału Inżynierii Środowiska Politechniki Warszawskiej (od 2016 - Wydział Instalacji Budowlanych, Hydrotechniki i Inżynierii PW).

## Życiorys
W 1979 uzyskał stopień doktorski na podstawie pracy pt. "Teoretyczne i doświadczalne badania rurki wirowej Rangue'a”. Habilitował się w 1995 na podstawie oceny dorobku naukowego i rozprawy "Zamrażanie wody w przewodach ogrzewania za pomocą urządzenia wirowego Ranque'a". Pracuje jako profesor i kierownik Zakładu Klimatyzacji i Ogrzewnictwa Wydziału Inżynierii Środowiska Politechniki Warszawskiej. Tytuł naukowy profesora nauk technicznych został mu nadany w 2013 roku. Promotor 5 prac doktorskich. Był członkiem Sekcji Ciepłownictwa i Klimatyzacji Komitetu Inżynierii Lądowej i Wodnej PAN. Pełnił także funkcję dziekana macierzystego wydziału oraz członka prezydium Komitetu Inżynierii Środowiska Wydziału IV Nauk Technicznych PAN.

## Wybrane publikacje
- Laboratorium techniki cieplnej (wraz z W.Hibnerem), wyd. 1978 (i 1980)
- Odzyskiwanie ciepła w wybranych technologiach inżynierii środowiska, wyd. 2008 (i 2012), ISBN 978-83-7207-785-1
- ponadto rozdziały w pracach zbiorowych i artykuły publikowane w czasopismach branżowych, m.in. w "Ciepłownictwie, Ogrzewnictwie, Wentylacji"[5]